# Muschleria
Muschleria là một chi thực vật có hoa trong họ Cúc (Asteraceae).

## Loài
Chi Muschleria gồm các loài: